# 잔센 파네티어

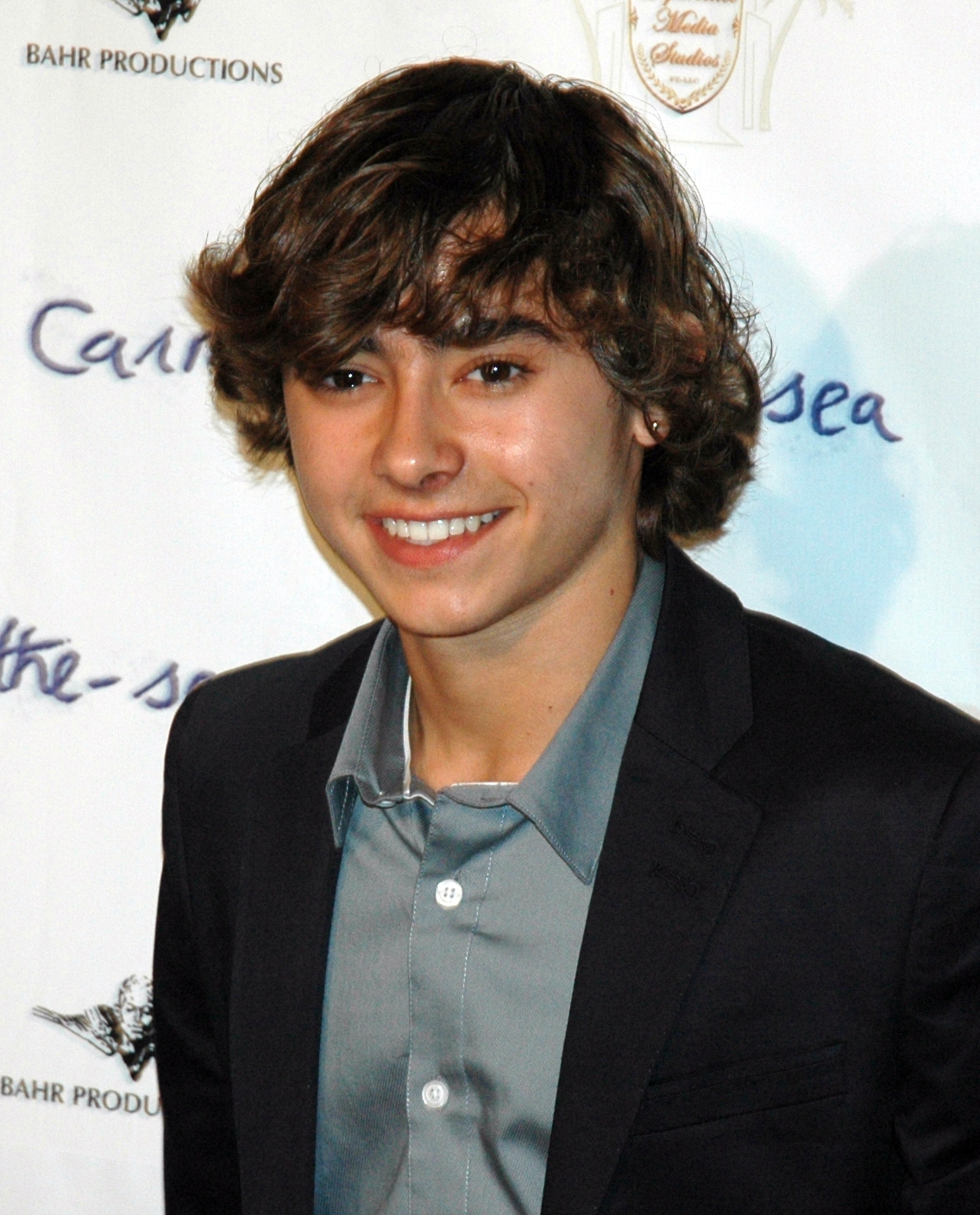

잰슨 패너티에어(Jansen Panettiere, 영어 발음: /ˌpænətiˈɛər/, 1994년 9월 25일 ~ 2023년 2월 19일)는 미국의 배우, 성우이다.

## 출연 작품
- 더 마셜 아트 키드 (2015년)
- 더 로스트 메달리온: 더 어드벤쳐 오브 빌리 스톤 (2013년) - 후코 역
- 더 포저 (2012년)
- 퍼펙트 게임 (2009년)
- 조나단 스페리의 비밀 (2008년)
- 베이비시터 (2007, The Babysitters)
- 아이스 에이지 2 (2006년)
- 레이싱 스트라이프스 (2005년)
- 로봇 (2005년)
- 타이거 크루즈 (2004, Tiger Cruise)
- 수수께끼 블루스 클루스 (1996년)
- 첩보가족 X